# ارتفاع (مثلث)

تتقاطع الارتفاعات الثلاثة للمثلث عند المركز العمودي، الذي يكون داخل المثلث الحاد.

في الهندسة الرياضية، ارتفاع المثلث هو القطعة المستقيمة من رأس المثلث وعمودية على (أي تشكل زاوية قائمة مع) خط يحتوي على القاعدة (الضلع المقابل لهذا الرأس). يسمى الخط الذي يحتوي على الضلع المقابل للرأس بالقاعدة الممتدة لهذا الارتفاع. يُطلق على تقاطع القاعدة الممتدة والارتفاع اسم  قدم الارتفاع. طول الارتفاع، الذي يُطلق عليه- غالبًا ببساطة- «الارتفاع»، هو المسافة بين القاعدة الممتدة والرأس. تُعرف عملية رسم الارتفاع من الرأس إلى القدم بإسقاط الارتفاع. إنها حالة خاصة من الإسقاط العمودي.
يمكن استخدام الارتفاعات في حساب مساحة المثلث: نصف جداء الارتفاع وطول قاعدته يساوي مساحة المثلث. وبالتالي، فإن أطول ارتفاع يكون عموديًا على أقصر ضلع للمثلث. ترتبط الارتفاعات أيضًا بأضلاع المثلث بواسطة الدوال المثلثية.
في المثلث المتساوي الساقين (مثلث له ضلعان متطابقان)، الارتفاع على الضلع غير المتطابق قدمه في نقطة منتصف القاعدة. ثم إن هذا الارتفاع ينصف زاوية الرأس.

ارتفاع المثلث القائم من الزاوية القائمة إلى الوتر هو المتوسط الهندسي لطول جزئي الوتر. باستخدام مبرهنة فيثاغورس على المثلثات الثلاثة التي لها الأضلاع (p + q, r, s )و (r, p, h ) و(s, h, q ),

من الشائع إعطاء الارتفاع الرمز h (نسبةً إلى height)، وغالبًا ما يُلحق باسم الضلع العمودي عليه. في المثلث القائم الزاوية، الارتفاع المرسوم على الوتر c يقسم الوتر إلى جزأين p و q . إذا أشرنا إلى طول الارتفاع بـ h c، فسنحصل على العلاقة
{\displaystyle h_{c}={\sqrt {pq}}} ( مبرهنة المتوسط الهندسي [الإنجليزية] )

في المثلث القائم، يتطابق الارتفاع من كل زاوية حادة مع ساق ويتقاطع مع الضلع المقابل عند (تكون قدمه عند) الرأس القائم، وهي المركز العمودي.

تقع الارتفاعات من كل زاوية من الزوايا الحادة لمثلث منفرج خارج المثلث تمامًا، والمركز العمودي أيضًا H.

في المثلثات الحادة، تقع أقدام الارتفاعات كلها على أضلاع المثلث (غير الممتدة). في المثلث المنفرج (الذي فيه زاوية منفرجة)، تقع قدم الارتفاع من الرأس المنفرجة الزاوية في الجزء الداخلي من الضلع المقابل، لكن قدمي الارتفاعين من الرأسين الحادين الزاوية تقعان على الضلعين الممتدين المقابلين؛ خارج المثلث. هذا موضح في الرسم البياني المجاور: في هذا المثلث المنفرج، يسقط ارتفاع من الرأس العلوي، ذي الزاوية الحادة، ويتقاطع مع الضلع الأفقي الممتد خارج المثلث.

## المركز العمودي[الإنجليزية](نقطة تلاقي الارتفاعات)
تتقاطع الارتفاعات الثلاثة في نقطة، تسمى المركز العمودي للمثلث، وعادةً ما يتم الإشارة إليها بـ H. يقع المركز العمودي داخل المثلث فقط إذا كان المثلث حادًا (أي ليس له زاوية أكبر من الزاوية القائمة أو مساوية لها). إذا كانت إحدى الزوايا قائمة، فإن المركز العمودي يتطابق مع الرأس القائم.
لنفترض أن A, B, C تشير إلى رؤوس وكذلك زوايا المثلث، وافترض أن أطوال الأضلاعa = |BC|, b = |CA|, c = |AB|فإن المركز العمودي له الإحداثيات الخطية الثلاثية 
{\displaystyle \sec A:\sec B:\sec C=\cos A-\sin B\sin C:\cos B-\sin C\sin A:\cos C-\sin A\sin B,}
و الإحداثيات الكتلية{\displaystyle \displaystyle (a^{2}+b^{2}-c^{2})(a^{2}-b^{2}+c^{2}):(a^{2}+b^{2}-c^{2})(-a^{2}+b^{2}+c^{2}):(a^{2}-b^{2}+c^{2})(-a^{2}+b^{2}+c^{2})}
{\displaystyle =\tan A:\tan B:\tan C.}

ثلاثة ارتفاعات تتقاطع عند المركز العمودي

نظرًا لأن جميع الإحداثيات الكتلية موجبة لنقطة في داخل مثلث، لكن إحداها، على الأقل، سالبة لنقطة خارجه، واثنان من الإحداثيات الكتلية يساويان صفر لنقطة الرأس، فإن الإحداثيات الكتلية المعطاة للمركز العمودي توضح أن المركز العمودي يقع داخل المثلث الحاد، وعلى الرأس القائم الزاوية لمثلث قائم الزاوية، وخارج المثلث المنفرج.
في المستوى المركب، افترض أن النقاط A و B و C تمثل الأرقام {\displaystyle z_{A}} و {\displaystyle z_{B}} و {\displaystyle z_{C}}، على التوالي، وافترض أن المركز المحيطي من المثلث ABC يقع عند أصل المستوى. عندئذ، العدد المركب
{\displaystyle z_{H}=z_{A}+z_{B}+z_{C}}
تمثله النقطة H، أي المركز العمودي للمثلث ABC. من هذا، يمكن تحديد الخصائص التالية للمركز العمودي H عن طريق المتجهات الحرة مباشرةً:
{\displaystyle {\vec {OH}}=\sum \limits _{\scriptstyle {\rm {cyclic}}}{\vec {OA}},\qquad 2\cdot {\vec {HO}}=\sum \limits _{\scriptstyle {\rm {cyclic}}}{\vec {HA}}.}
تُعرف أولى المتطابقات المتجهة السابقة، أيضًا، بمسألة سيلفستر، التي اقترحها جيمس جوزيف سيلفستر .

### الخصائص
لنفترض أن D وE و Fتشير إلى أقدام الارتفاعات للرؤوس A وB و Cعلى التوالي. عندئذ:
- المركز العمودي يقسم الارتفاع لقطعتين جداؤهما ثابت لجميع الارتفاعات الثلاثة:[5][6]

{\displaystyle AH\cdot HD=BH\cdot HE=CH\cdot HF.}
الدائرة المتمركزة عند H و نصف قطرها الجذر التربيعي لهذا الثابت هي الدائرة القطبية للمثلث.
- مجموع النسب لبعد المركز العمودي عن القاعدة إلى طول الارتفاع للارتفاعات الثلاثة هو 1:[7] (هذه الخاصية والتالية لها، تطبيقان لخاصية أعم لأي نقطة داخلية وثلاثة خطوط شيفيّة [الإنجليزية] خلالها.)

{\displaystyle {\frac {HD}{AD}}+{\frac {HE}{BE}}+{\frac {HF}{CF}}=1.}
- مجموع النسب لبعد المركز العمودي عن الرأس إلى طول الارتفاع للارتفاعات الثلاثة هو 2:[7]

{\displaystyle {\frac {AH}{AD}}+{\frac {BH}{BE}}+{\frac {CH}{CF}}=2.}
- و المترافق متساوي الزوايا لـلمركز العمودي هو المركز المحيطي للمثلث.[1]
- و المترافق الأيزوماتيكي للمركز العمودي هو نقطة المستوسط للمثلث المضاد-التتمة .[8]
- إذا كانت أربع نقاط في مستوى، بحيث تكون إحداهم المركز العمودي للمثلث الذي تشكله الثلاثة الأخرى ات، تسمى (الأربع نقاط) نظام مركزي عمودي أو رباعي الزوايا المركزي العمودي.

### العلاقة مع الدوائر والمخروطات
إذا أشرنا إلى محيط المثلث بـR. عندئذ 
{\displaystyle a^{2}+b^{2}+c^{2}+AH^{2}+BH^{2}+CH^{2}=12R^{2}.}
وبالإضافة إلى ذلك، ترمز r لنصف قطر الدائرة الداخلية للمثلث، ra, rbو rcيرمزون إلى أنصاف أقطار الدوائر الخارجية للمثلث، R
```
هي نصف قطر الدائرة المحيطة، والعلاقات التالية تظل صحيحة بالنسبة لبعد المركز العمودي عن الرؤوس:
[
11
]
```

{\displaystyle r_{a}+r_{b}+r_{c}+r=AH+BH+CH+2R,}
{\displaystyle r_{a}^{2}+r_{b}^{2}+r_{c}^{2}+r^{2}=AH^{2}+BH^{2}+CH^{2}+(2R)^{2}.}
إذا مد أي ارتفاع، على سبيل المثال، AD، ليتقاطع مع الدائرة المحيطة عند P، بحيث تكون APوتر للدائرة المحيطة، فإن القدم Dتشطر الجزء HP:
{\displaystyle HD=DP.}
تمر أدلاء جميع القطوع المكافئة الماسة خارجيًا لضلع للمثلث والماسة لامتدادي الضلعين الآخرين، عبر المركز العمودي.
المخروطي المحيطي الذي يمر عبر المركز العمودي لمثلث هو قطعًا زائدًا مستطيلًا .

### العلاقة بالمراكز الأخرى، دائرة النقاط التسع
المركز العمودي H، ومركز الكتلة G، والمركز المحيطي O، والمركز N
```
لدائرة النقاط التسع
 يقعون على خط واحد، يُعرف 
بخط أويلر
 .
[
2
]
 يقع مركز دائرة النقاط التسع في 
منتصف
 خط أويلر، بين المركز العمودي والمركز المحيطي، والمسافة بين مركز الكتلة والمركز المحيطي هي نصف المسافة بين مركز الكتلة والمركز العمودي 
[
2
]
```

{\displaystyle OH=2NH,}
{\displaystyle 2OG=GH.}
بعد المركز العمودي عن المركز الداخلي أقل من بعد مركز الكتلة عن المركز العمودي، والبعد بين المركز العمودي ومركز الكتلة أكبر من البعد بين المركز الداخلي ومركز الكتلة.
{\displaystyle HI<HG,}
{\displaystyle HG>IG.}
من حيث الأضلاع a, b, c
```
نصف القطر الداخلي
 
r
و 
نصف القطر المحيطي
 
R
[
14
]
```

{\displaystyle OH^{2}=R^{2}-8R^{2}\cos A\cos B\cos C=9R^{2}-(a^{2}+b^{2}+c^{2}),}:p. 449
{\displaystyle HI^{2}=2r^{2}-4R^{2}\cos A\cos B\cos C.}

## المثلث العمودي (مثلث الارتفاعات)

المثلث (على التوالي ، DEF في النص) هو المثلث العمودي للمثلث

إذا كان المثلث ABC مائلًا (لا يحتوي على زاوية قائمة) ، فإن مثلث المساقط الخاص بالمركز العمودي للمثلث الأصلي يسمى المثلث العمودي أو مثلث الارتفاعات. أي إن أقدام ارتفاعات المثلث المائل تشكل المثلث العمودي، DEF . وأيضًا، فإن المركز الداخلي (مركز الدائرة المحاطة بالمثلث) للمثلث العمودي هو المركز العمودي للمثلث ABC .
تعطى الإحداثيات الخطية الثلاثية لرؤوس المثلث العمودي بـ* D = 0 : sec B : sec C* E = sec A : 0 : sec C* F = sec A : sec B : 0
- الأضلاع الممتدة من المثلث العمودي تتقابل مع نظيرتها من المثلث المرجعي في ثلاث نقاط تقع على خط واحد .[5][10][16]
- في أي مثلث حاد، المثلث المدرج بداخله ذو المحيط الأصغر هو المثلث العمودي.[5] هذا هو الحل ل مسألة فانيانو [الإنجليزية] التي طُرِحَت عام 1775.[2]
- أضلاع المثلث العمودي متوازية مع مماسات الدائرة المحيطة عند رؤوس المثلث الأصلي.[5]
- يعطي المثلث العمودي لمثلث حاد مثلث المرور الضوئي.[17]
- الخطوط المماسية لدائرة النقاط التسع عند نقاط المنتصف لأضلاع المثلث ABC، توازي أضلاع المثلث العمودي، وتشكل مثلثًا مشابهًا للمثلث العمودي.[18]

يرتبط المثلث العمودي ارتباطًا وثيقًا بالمثلث المماسي، المنشئ على النحو التالي: افترض أن LAمماس للدائرة المحيطة بالمثلث ABCعند الرأس A، وبالمثل LBو LC. افترض أن A" = LB ∩ LC، B" = LC ∩ LA، C" = LC ∩ LA. المثلث المماسي A"B"C"الذي أضلاعه مماسات للدائرة المحيطة بالمثلث "ABC عند رؤوسه، هو محاكي للمثلث العمودي. يقع المركز المحيطي للمثلث المماسي ومركز التشابه للمثلثين العمودي والمماسي على خط أويلر . :p. 447
تعطى الإحداثيات الخطية الثلاثية لرؤوس المثلث المماسي بواسطة* A" = −a : b : c* B" = a : −b : c* C" = a : b : −c.

## بعض مبرهنات الارتفاع الإضافية

### الارتفاع من حيث الأضلاع
لأي مثلث أضلاعه a, b, c ونصف محيطه s = (a + b + c) / 2 ،يعطى ارتفاع a
{\displaystyle h_{a}={\frac {2{\sqrt {s(s-a)(s-b)(s-c)}}}{a}}.}
هذا يتأتى من دمج صيغة هيرون لمساحة المثلث من حيث الأضلاع مع صيغة المساحة (1/2) × القاعدة × الارتفاع، حيث نعتبر القاعدة الضلع a
```
والارتفاع هو الارتفاع من 
A
.
```

### مبرهنات نصف القطر الداخلي
بالنسبة لأي مثلث له الأضلاع a, b, cو الارتفاعات المقابلة ha, hbو hc. ترتبط الارتفاعات ونصف القطر الداخلي rبـالعلاقة  :Lemma 1
{\displaystyle \displaystyle {\frac {1}{r}}={\frac {1}{h_{a}}}+{\frac {1}{h_{b}}}+{\frac {1}{h_{c}}}.}

### مبرهنة نصف القطر المحيطي
إذا أشرنا إلى الارتفاع لأحد أضلاع المثلث بـ ha، والجانبان الآخران bو c، ونصف القطر المحيطي للمثلث (نصف قطر الدائرة المحيطة بالمثلث) R، يعطى الارتفاع بالعلاقة
{\displaystyle h_{a}={\frac {bc}{2R}}.}

### نقطة داخلية
إذا كانت p1, p2و p3هي المسافات العمودية من أي نقطة Pإلى الأضلاع،{\displaystyle h_{1}} و {\displaystyle h_{2}}و h3هي الارتفاعات على الأضلاع، إذًا 
{\displaystyle {\frac {p_{1}}{h_{1}}}+{\frac {p_{2}}{h_{2}}}+{\frac {p_{3}}{h_{3}}}=1.}

### مبرهنة المساحة
إذا أشرنا إلى ارتفاعات أي مثلث له الأضلاع a, b
cعلى التوالي {\displaystyle h_{a}} و {\displaystyle h_{b}} ، و {\displaystyle h_{c}} ، وإذا أشرنا إلى نصف مجموع مقلوبات الارتفاعات بـ{\displaystyle H=(h_{a}^{-1}+h_{b}^{-1}+h_{c}^{-1})/2} ، إذا 
{\displaystyle \mathrm {Area} ^{-1}=4{\sqrt {H(H-h_{a}^{-1})(H-h_{b}^{-1})(H-h_{c}^{-1})}}.}

### نقطة عامة على ارتفاع
إذا كانت Eأي نقطة على الارتفاع ADلأي مثلث ABC، إذًا  :77–78
{\displaystyle AC^{2}+EB^{2}=AB^{2}+CE^{2}.}

### مثلثات خاصة

#### المثلث المتساوي الأضلاع
لأي نقطة P داخل مثلث متساوي الأضلاع، فإن مجموع الأعمدة على الأضلاع الثلاثة يساوي ارتفاع المثلث. هذه هي مبرهنة فيفياني .

#### المثلث القائم
في المثلث القائم الزاوية الذي ارتفاعاته الثلاثة ha و hb و hc

مقارنة بين مبرهنة فيثاغورس المعكوسة ومبرهنة فيثاغورس

(أول ارتفاعين منهم يساويان الضلعين b
و aعلى التوالي) يرتبطون وفقًا لـلعلاقة 
{\displaystyle {\frac {1}{h_{a}^{2}}}+{\frac {1}{h_{b}^{2}}}={\frac {1}{h_{c}^{2}}}.}
يُعرف هذا أيضًا باسم مبرهنة فيثاغورس المعكوسة.

## تاريخ
تم إثبات المبرهنة القائلة بأن الارتفاعات الثلاثة للمثلث تلتقي في نقطة واحدة، المركز العمودي، أول مرة في ما نشر عام 1749 بواسطة وليام تشابل [الإنجليزية].

## اقرأ أيضاً
- مثلث
- متوسط المثلث
- مبرهنة فيثاغورس
- نقاط هامة للمثلث
- قوانين مساحة المثلث